# Color humano
«Color humano» es una canción compuesta por el músico argentino Edelmiro Molinari, que integra -como track 2- el álbum Almendra I de 1969, de la banda de rock Almendra, álbum que ha sido ubicado en la sexta posición entre los mejores de la historia del rock argentino por la revista Rolling Stone.
Almendra estaba integrada por Luis Alberto Spinetta (guitarra y primera voz), Edelmiro Molinari (primera guitarra), Emilio del Guercio (bajo y coros) y Rodolfo García (batería).
El tema cuenta con un solo de guitarra eléctrica de Edelemiro Molinari de 5 minutos. El título del tema sería utilizado para denominar a la banda de rock Color Humano, creada en 1970 y liderada por Edelmiro Molinari, que incluía también a Rinaldo Rafanelli y David Lebón.
En 2009, Spinetta incluyó la canción en el recital histórico Spinetta y las Bandas Eternas en el que repasó toda su obra, siendo interpretado por Almendra.

## Contexto
El álbum Almendra I fue grabado en 1969 por la banda de rock Almendra en la que apareció la creatividad genial de Luis Alberto Spinetta, que solo contaba en ese momento con 19 años y grababa su primer álbum.
Tuvo un impacto fundacional en la música popular argentina. En 1985 el periodista Carlos Polimeni realizó una compulsa entre periodistas y músicos destacados del rock argentino sobre los álbumes más influyentes del rock argentino. De los 31 músicos que contestaron, 23 de ellos escogieron el primer álbum de Almendra, seguido lejos de Yendo de la cama al living de Charly García con 12 elecciones y en tercer lugar otro álbum de Spinetta, Artaud, con 10.
El álbum abre también con la canción "Muchacha (ojos de papel)", considerada la segunda mejor canción de la historia del rock argentino, tanto en el ranking realizado por la revista Rolling Stone y la cadena MTV, como en la realizada por el sitio Rock.com.ar.
En la segunda mitad de la década de 1960 había estallado mundialmente el rock como contracultura juvenil: Los Beatles, el movimiento hippie, el pelo largo, jean, la minifalda y el unisex, la revolución sexual, la oposición a la guerra de Vietnam. Pero el rock era un género musical esencialmente anglosajón, que solo excepcionalmente se cantaba en español y cuando se hacía, sufría la desvalorización mediática y social, además de carecer casi siempre de originalidad musical y profundidad lírica. En Argentina, en la segunda mitad de la década de 1960 y sobre todo a partir del éxito del sencillo "La balsa" de la banda Los Gatos en 1967, comenzó a aparecer una corriente roquera original, conocida como "rock nacional", cantado en español, que adquirió una masividad creciente y una fuerte capacidad de identificación entre los jóvenes.
El álbum Almendra impactó en ese contexto, definiendo la originalidad, la masividad y la calidad del llamado "rock nacional" argentino en gestación.

Se trata del disco que abrió una dimensión nueva en la canción argentina, la de la canción con armonías de marcado cuño beatle fusionados con elementos del tango, el jazz y el folclore, que luego transitarían Charly García, Fito Páez, Andrés Calamaro y tantos otros.
Juan Francisco Gentile.

## Los códigos del hombre de la tapa
Las canciones del álbum están clasificadas de acuerdo a tres códigos figurativos, referidos al hombre de la tapa: el ojo, la lágrima y la flecha de sopapa. A "Color humano" le corresponde el ojo, al igual que "A estos hombres tristes". El sobre interior indica que el ojo corresponde a los "temas que canta el hombre de la tapa desmayado en el vacío".

## La canción
"Color humano" es el segundo track del álbum Almendra I. Se trata de un extenso rock pesado, con amplios espacios instrumentales en los que se destacan los solos en guitarra eléctrica de Edelmiro Molinari, considerado uno de los mejores guitarristas (el #11) del rock argentino.
El tema comienza con un riff ejecutado por Molinari que da inmediatamente paso a una distorsión eléctrica y luego a una secuencia de cuatro acordes (si menor-mi mayor-fa sostenido mayor-do mayor), utilizada como ostinato, a cargo de Spinetta, que se repite a lo largo de la canción, solo interrumpido por un estribillo corto con letras levemente variadas, que se resuelve con otro secuencia de acordes disonantes que retorna al ostinato central. Sobre el ostinato, Molinari ejecuta un riff montado sobre una escala que asciende y desciende una y otra vez (re-si-mi-sol-si1-la1-sol-mi-si-re-mi) que abre anticipa el canto.
La parte cantada es relativamente corta y se ubica al comienzo y al final. Entre ambas Molinari ejecuta un solo de guitarra de cinco minutos, encima del ostinato.
La letra, en ambos estribillos, asimila la condición humana a los diversos colores, pero cuestiona a la cultura dominante al decir que los seres humanos somos colores, pero no sabemos lo que es un color.

Somos seres humanos
sin saber lo que es hoy
un ser humano. (...)

Somos todos colores
sin saber lo que es hoy
un color.
Color humano

En enero de 1970, simultáneamente con la salida a la venta del álbum, una revista de mínimo tiraje, Alquitrán, le pidió a Spinetta una nota sobre el álbum que consistiera en dibujos de cada tema con un breve comentario al pie. Durante varias décadas no hubo conocimiento de esos dibujos, hasta que en 2005 un investigador halló un ejemplar de la revista. En ese artículo, titulado "No solo del canto vive la Almendra", Spinetta ilustró la canción con una especie de pata animal con pezuña con una cabeza rugiendo hacia arriba. Debajo del dibujo hay un texto que dice:

La resignación y la multitud rugando. Edelmiro libre con los equipos acoplando. Ya paseaba cantando punteos y luego volvía al micrófono para mi parte. Emilio con distorsioneta.Además desafinación de mi guitarra.
Luis Alberto Spinetta (revista Alquitrán, enero 1970)

## Impacto en la cultura popular
La película Valentín (2002), del director argentino Alejandro Agresti, el tema "Color humano" juega un papel importante en la banda sonora y en el guion. El film transcurre en 1969 en Buenos Aires, y el protagonista, Valentín (Rodrigo Noya), es un niño que sufre por la ausencia de sus padres. En una importante escena de la película Valentín canta "Color humano" disfrazado como astronauta. La canción obra como una metáfora de un mundo sin colores que expresa el sufrimiento del niño, y que desea un mundo en el que las personas sean de colores.
La presencia de "Color humano" en la película de Agresti -que ha confesado su pasión por Almendra y la obra de Spinetta- es un anacronismo, pues la misma se sitúa unos meses antes de la llegada de la Apolo 11 a la luna, que se produjo el 16 de julio de 1969. Pero el álbum Almendra I, fue publicado unos meses después, en noviembre de ese mismo año.